# Sphaenognathus feisthamelii
Sphaenognathus feisthamelii es una especie de coleóptero de la familia Lucanidae.

## Distribución geográfica
Habita en Ecuador, Venezuela y Colombia.